# زمین‌لرزه ۲۰۰۳ ژاپن
زمین‌لرزه ژاپن  در تاریخ ۲۵ سپتامبر ۲۰۰۳ میلادی، برابر با ‎۳ مهر ۱۳۸۲، ساعت ۱۹:۵۰:۰۶ به زمان یوتی‌سی در ژاپن رخ داد. ژرفای این زلزله ۲۷ کیلومتر بود، و بزرگی آن ۸٫۳ در مقیاس Mw اعلام شده‌است. زمین‌لرزه به وقت محلی در روز جمعه، ساعت ۵ روی داده و منطقه زمانی آن یوتی‌سی +۱۰ بوده‌است .
سازمان زمین‌شناسی آمریکا نیز رومرکز این زمین‌لرزه را در مختصات ۴۱°۴۸′۵۴″شمالی ۱۴۳°۵۴′۳۶″شرقی / ۴۱٫۸۱۵°شمالی ۱۴۳٫۹۱°شرقی و ژرفای آن را در ۲۷ کیلومتر گزارش کرده‌است. بزرگی برگزیدهٔ این سازمان از میان بزرگی‌های محاسبه‌شدهٔ مختلف ۸٫۳ در مقیاس Mw بوده و از دید اثر، در میان چهار دسته‌بندی «نامحسوس»، «محسوس»، «زیان‌آور» یا «با تلفات»، زلزله را «با تلفات» اعلام کرده‌است.رانش زمین در آن به وجود آمده‌است.سونامی نیز در این زلزله گزارش شده‌است.
پروژهٔ «تنسور گشتاور مرکزوار» زاویه‌های (راستا، شیب، ریک) گسل سازندهٔ زمین‌لرزه و صفحه عمود بر آن را (°۲۵۰، °۱۱، °۱۳۲) یا (°۲۸، °۸۲، °۸۳) و نوع گسل را «معکوس» فرارسانده‌است.
زمین‌لرزه هیچ کشته‌ای نداشته و شمار زخمیان ۷۵۵ نفر برآورده شده‌است.